# Carl Gottlieb Ehler
Carl Gottlieb Ehler (Alemanha, 8 de setembro de 1685 — 22 de novembro de 1753) foi um matemático que trabalhou como astrônomo em Berlim. Foi prefeito da capital prussiana de Danzig em março de 1741.